# 涞水镇
涞水镇，是中华人民共和国河北省保定市涞水县下辖的一个乡镇级行政单位。

## 行政区划
涞水镇下辖以下地区：
南关村社区、东关村社区、西关村社区、北关村社区、城内村社区、后城西村社区、三里铺村、东租村、西租村、南涧头村、北涧头村、南瓦宅村、北瓦宅村、东南租村、西南租村、北南租村、南郭下村、北郭下村、南王庄村、蔺家庄村、东水北村、西水北村、魏村和薛家庄村。